# Alibori
Alibori é o maior departamento do Benim. Sua capital é a cidade de Candi.
Alibori faz divisa com os departamentos de Atakora e Borgou e com os países Burkina Faso, Níger e Nigéria.
O departamento foi criado em 15 de janeiro de 1999 a partir da divisão do departamento de Borgou.

## Comunas
O departamento de Alibori está dividido em seis Comunas:
|  | - Banicoara - Gogunu - Candi - Carimama - Malanville - Sebana |

## Demografia
| 2002   | 2013   | Taxa de variação intercensitária |
| 521093 | 867463 | 4,61%                            |